# Jimmy Dawkins
Jimmy Dawkins (rodným jménem James Henry Dawkins; 24. října 1936 Tchula, Mississippi, USA – 10. dubna 2013 Chicago, Illinois, USA) byl americký bluesový kytarista a zpěvák. Z rodného Mississippi se přestěhoval v roce 1955 do Chicaga, kde začal vystupovat v malých lokálních klubech a postupně se stal vyhledávaným hráčem, což mu umožnilo, že mohl hrát například s Otisem Rushem a Buddy Guyem. V roce 1969 za podpory dalšího hudebníka Magic Sama získal smlouvu s vydavatelstvím Delmark Records a vydal své první album Fast Fingers.